# Campeonato Timorense de Futebol de 2020-21
A Liga Futebol Timor-Leste 2020-21 foi a 6ª edição oficial do Campeonato Timorense de Futebol, e a quinta no atual formato. Foi organizada pela Federação de Futebol de Timor-Leste e contou com 8 times participantes na Primeira Divisão.
O torneio foi iniciado em novembro 2021 e contou com um aumento nos prêmios em dinheiro, em relação ao ano anterior.
A equipa vencedora foi o Karketu Dili Futebol Clube, que qualificou-se para a Supertaça de 2021 (posteriormente cancelada), o Campeonato de Clubes da ASEAN de 2022 e a Copa da AFC de 2022.

## Equipes participantes
Como não houve competição em 2020, devido à pandemia de COVID-19, participariam nesta edição os seis clubes remanescentes da Primeira Divisão de 2019 mais os dois promovidos da Segunda Divisão do mesmo ano.
No entanto, antes do início da competição, em 8 de setembro de 2021, a equipa do Boavista Futebol Clube Timor, vice-campeã da edição anterior, anunciou sua desistência da temporada, devido aos problemas financeiros causados pela pandemia, sendo automaticamente rebaixada e não sendo substituída.
| Clube                                 | Município | Cidade  | Em 2019                    | Participações | Melhor resultado      |
| ------------------------------------- | --------- | ------- | -------------------------- | ------------- | --------------------- |
| Assalam F.C.                          | Díli      | Díli    | 6º colocado                | 2ª            | 6º colocado (2019)    |
| FC Aitana (P)                         | Díli      | Díli    | Vice-campeão da 2ª Divisão | 2ª            | 8º colocado (2015-16) |
| Boavista FC Timor (X)                 | Díli      | Díli    | Vice-campeão               | 5ª            | Campeão (2018)        |
| Dili Institute of Technology F.C. (P) | Díli      | Díli    | Campeão da 2ª Divisão      | 3ª            | 7º colocado (2015-16) |
| Karketu Dili F.C.                     | Díli      | Díli    | 4º colocado                | 5ª            | Campeão (2017)        |
| Lalenok United (C)                    | Díli      | Díli    | Campeão                    | 2ª            | Campeão (2019)        |
| Ponta Leste                           | Díli      | Díli    | 3º colocado                | 5ª            | Vice-campeão (2017)   |
| Sport Laulara e Benfica               | Aileu     | Laulara | 5º colocado                | 6ª            | Campeão (2015-16)     |

## Sistema de Disputa
Os times jogam entre si em turno único. A equipe campeã será aquela que somar mais pontos nas partidas. Ao final do torneio, as duas piores equipes do campeonato são rebaixadas para a Segunda Divisão, composta por 12 times.

### Critérios de desempate
Ocorrendo igualdade em pontos ganhos entre 2 (dois) ou mais clubes aplicam-se, sucessivamente, os seguintes critérios técnicos de desempate:
- a) maior saldo de gols
- b) maior número de gols marcados
- c) resultados dos confrontos diretos

## Classificação
| # | Equipa           | J | V | E | D | GP | GC | SG | Pts | Classificação                           |
| - | ---------------- | - | - | - | - | -- | -- | -- | --- | --------------------------------------- |
| 1 | Karketu Dili (C) | 6 | 4 | 2 | 0 | 6  | 2  | +4 | 14  | Qualificado para Copa da AFC de 2022-23 |
| 2 | Lalenok          | 6 | 3 | 2 | 1 | 10 | 6  | +4 | 11  | Salvos                                  |
| 3 | Ponta Leste      | 6 | 2 | 2 | 2 | 4  | 4  | 0  | 8   | Salvos                                  |
| 4 | SL Benfica       | 6 | 1 | 4 | 1 | 9  | 8  | +1 | 7   | Salvos                                  |
| 5 | Assalam          | 6 | 1 | 3 | 2 | 11 | 12 | −1 | 6   | Salvos                                  |
| 6 | Aitana           | 6 | 1 | 2 | 3 | 6  | 8  | −2 | 5   | Salvos                                  |
| 7 | DIT FC (R)       | 6 | 1 | 1 | 4 | 6  | 12 | −6 | 4   | Rebaixados para 2ª Divisão de 2022-23   |
| 8 | Boavista (R)     | 0 | 0 | 0 | 0 | 0  | 0  | 0  | 0   | Rebaixados para 2ª Divisão de 2022-23   |

Última atualização em 21 de fevereiro de 2023
Fonte: Global Sports Archive
Regras para classificação: 1º pontos; 2º saldo de gols; 3º gols pró.
(C) = Campeão; (R) = Rebaixado; (P) = Promovido; (O) = Vencedor do play-off; (A) = Classificado para a próxima fase. 
Somente aplicável se a temporada não tiver terminado: 
(Q) = Classificado para a fase do torneio indicada; (TQ) = Classificado para o torneio, mas não para a fase indicada; (DQ) = Desclassificado do torneio.

## Premiação
| Campeonato Timorense de Futebol de 2020-21 |
| Timor-Leste                                |
| ------------------------------------------ |
| Karketu Dili Campeão (2º título)           |

### Segunda Divisão
Emmanuel FC (campeão), Académica (vice), Porto Taibesse (3º) e Atlético Ultramar (4º) classificaram-se para a Primeira Divisão de 2022-23.

## Ligações Externas
- Liga Timorense - Página oficial no Facebook